# Сапёрная слободка
Сапёрная слобо́дка (укр. Саперна слобідка) — историческая местность на территории Голосеевского района города Киева, располагается между проспектом Науки, железной дорогой, Бусовым полем и Лысой Горой.
Сапёрная слободка возникла в 1840-е годы как посёлок саперного батальона военного гарнизона (лагеря батальона размещались рядом, на Чёрной Горе). Поводом для этого стало сооружение Новой Печерской крепости, в частности Зверинецкого, Госпитального и Лысогорского укреплений. В конце XIX века, после утраты крепостью стратегического значения и превращения её сооружений в «бытовые» помещения (склады, госпитали, заводы, тюрьмы), Саперная Слободка была заселена обычными городскими жителями. Во время генеральной реконструкции, осуществленной в 1980-е годы, значительную часть старой застройки снесли. До сих пор главная автомагистраль района носит название улица Саперно-Слободская.